# Sœur Sourire (film)
Pour les articles homonymes, voir Sœur Sourire.
Pour plus de détails, voir Fiche technique et Distribution.
Sœur Sourire est un film franco-belge réalisé par Stijn Coninx, sorti en 2009. Il s'inspire librement de la vie de Jeannine Deckers, alias Sœur Sourire.

## Fiche technique
Sauf indication contraire, les informations mentionnées dans cette section peuvent être confirmées par la base de données cinématographiques Unifrance,  présente dans la section « Liens externes ».
- Titre original : Sœur Sourire
- Réalisation : Stijn Coninx
- Scénario : Stijn Coninx, Ariane Fert et Chris Vander Stappen
- Musique : Bruno Fontaine
- Décors : Arnaud De Moleron
- Costumes : Christophe Pidre et Florence Scholtes
- Photographie : Yves Vandermeeren
- Son : Philippe Baudhuin, Henri Morelle et Stéphane Reichart
- Montage : Philippe Ravoet
- Production : Éric Heumann et Marc Sillam
- Production exécutive : Pierre Grunstein
- Sociétés de production : Paradis Films (France) ; Eyeworks et Les Films de la Passerelle (coproductions belges)
- Sociétés de distribution : Océan Films Distribution (France) et Kinepolis Film Distribution (Belgique) ; Les Films Séville (Québec), Xenix Filmdistribution (Suisse romande)
- Budget : 8,1 millions euros[réf. nécessaire]
- Pays de production :  France,  Belgique
- Langue originale : français
- Format : couleur – 35 mm – son Dolby
- Dates de sortie :
  - France : 29 avril 2009
  - Belgique : 6 mai 2009
  - Suisse romande : 13 mai 2009
  - Québec : 4 décembre 2009

## Distribution

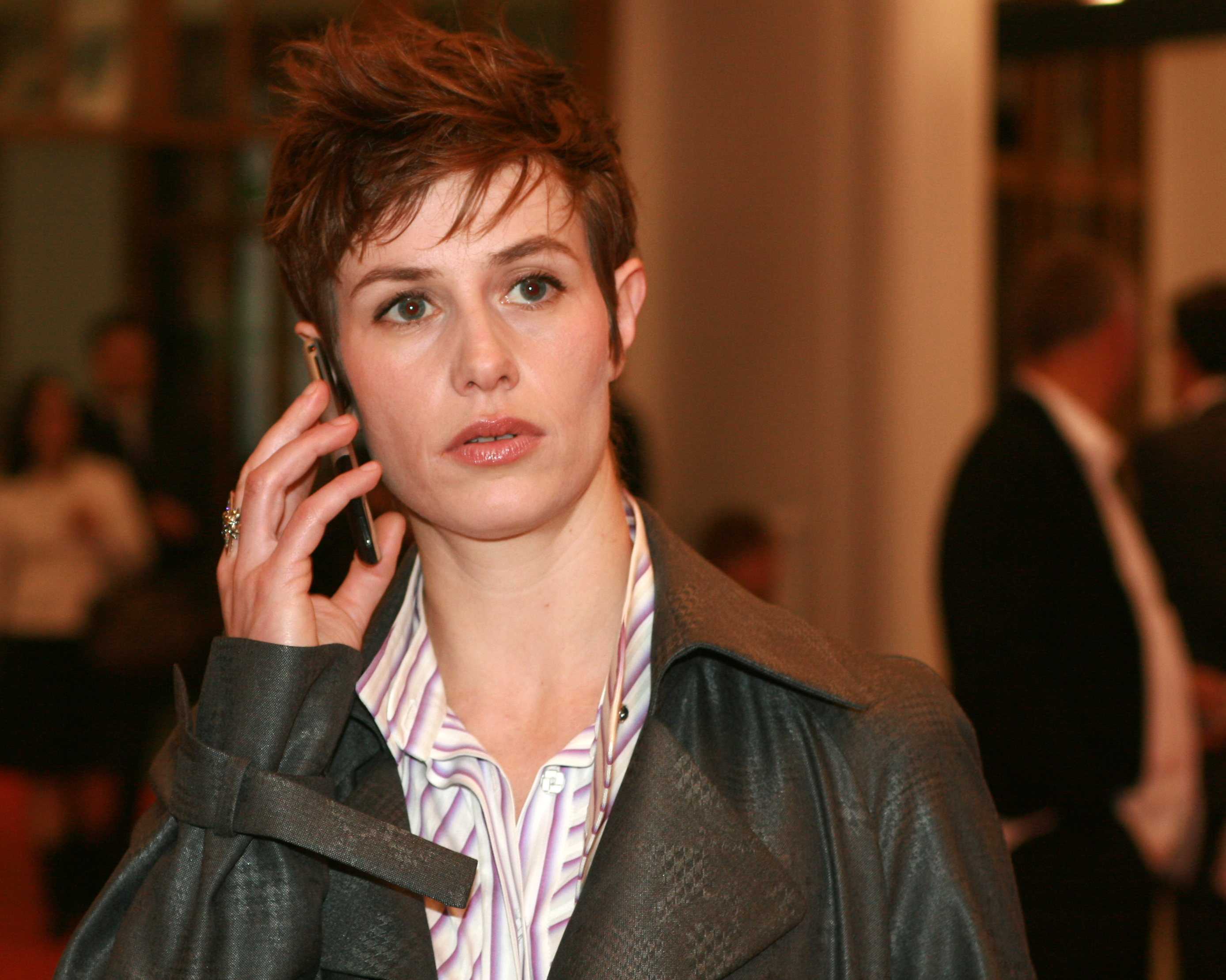
L'actrice Cécile de France à une avant-première du film en France.

- Cécile de France : Jeannine « Sœur Sourire » Deckers
- Sandrine Blancke : Annie, sa petite amie (compagne)
- Jo Deseure : Gabrielle Deckers, la mère de « Sœur Sourire »
- Jan Decleir : Lucien Deckers, le père de « Sœur Sourire »
- Marie Kremer : Françoise, la cousine de « Sœur Sourire »
- Chris Lomme : la mère supérieure
- Filip Peeters : Antoine Brusson
- Tsilla Chelton : la doyenne des dominicaines
- Christelle Cornil : Sœur Christine, l'amie de « Sœur Sourire » au couvent de Fichermont
- Raphaël Charlier : Pierre, le premier soupirant de la future « Sœur Sourire »
- Johan Leysen : le père Jean, à qui « Sœur Sourire » confie ses doutes
- Bernard Eylenbosch : le père Dubois, le premier à croire en « Sœur Sourire »
- Philippe Résimont : Pollet
- Fabienne Loriaux : la maîtresse des novices
- Serge Swysen : le journaliste du journal Le Soir
- Vincent Collin : le photographe du journal Le Soir
- Sylvain Daï : Animateur radio
- David Murgia : étudiant Louvain
- Ted Fletcher : Tod Peterson, le présentateur de télévision américain venu interviewer Sœur Sourire (personnage inspiré de Ed Sullivan)
- Jérémy Vrancken
- Michel Schillaci : l'animateur radio

## Production

### Genèse et developpement
L'idée du film remonte en 1989 — soit quatre ans après la mort de Sœur Sourire — et fut émise par un fanatique de cette chanteuse belge : 

« L’idée vient en fait de quelqu'un qui a toujours été fou de Sœur Sourire. Il avait commencé le projet en 1989, et m’avait déjà contacté en 1991 pour faire le film, mais j’ai toujours refusé parce que le scénario ne parlait que de la misère, de ses problèmes financiers, et du conflit avec le couvent qui avait volé l’argent. Je ne m'intéresse pas aux problèmes financiers des gens. Ça m’emmerde. Et puis, en 2003, le producteur Jan van Raemdonck m’a demandé ce que je proposais. J’ai dit que je voyais une histoire d’amour. Le sujet, pour moi, c’est une jeune femme qui est à la recherche de l’amour, qui est en manque d’amour. Ce n’est pas un film sur deux lesbiennes, mais il y a quand même le thème de l’homosexualité et ça, c’est un sujet très important aujourd’hui. »

— Stijn Coninx

Le film n'aurait pas existé si l'actrice belge Cécile de France n'avait pas été présentée cinq ans auparavant : 

« En plus, Jan van Raemdonck voulait me présenter Cécile De France, que je connaissais de nom, mais que je n’avais jamais rencontrée. Lorsqu'on s'est vu à Paris, elle m’a dit qu’elle avait vu Daens et qu’elle voulait faire un film avec moi, alors que je n'avais même pas encore de scénario ! Elle m’a dit : « Si tu le réalises, je veux le faire. ». Alors j’ai répondu : « Si tu le joues, alors je le fais. ». Depuis ce jour-là, on s’est tenus au courant de nos disponibilités, on a dû reporter plusieurs fois et elle disait « Merde ! ». Finalement, fin avril et début mai, on a pu convaincre les coproducteurs français et c’était parti. »

— Stijn Coninx
Le réalisateur Stijn Coninx a également travaillé avec Chris Vander Stappen qui a écrit tout le scénario en compagnie d'une scénariste française Ariane Fert pour le coup de main. Stijn Coninx n'a seulement écrit qu'une partie en relisant et changeant quelques passages.

### Tournage

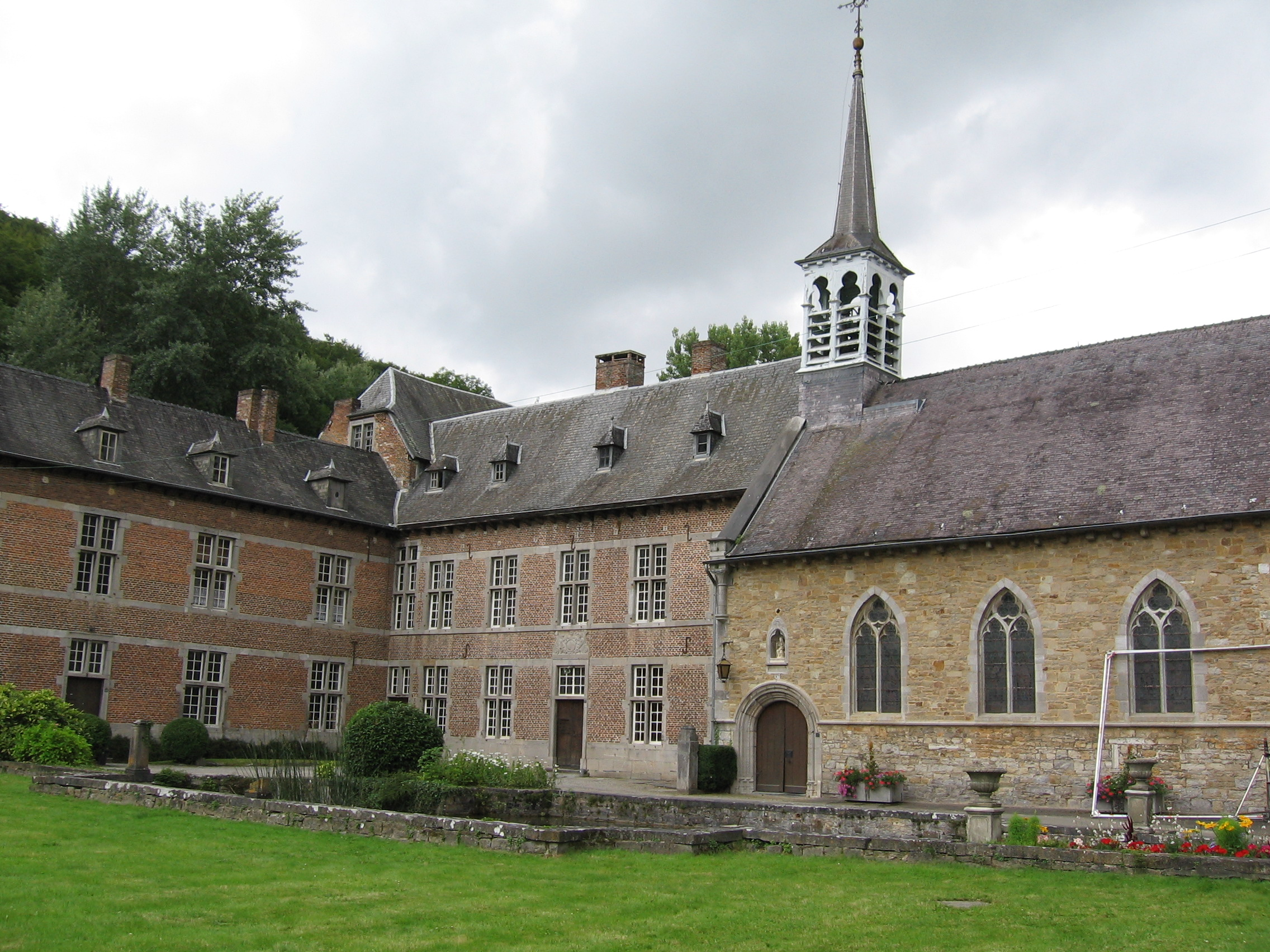
L'Abbaye de Marche-les-Dames.

Le tournage commence le 28 juillet 2008, en Belgique. Il a lieu dans la province de Liège, dans les villes et communes de Liège pour le Palais des congrès, l'église Saint-Jacques-le-Mineur et le Palais provincial, Seraing, Esneux, ainsi qu'à Marche-les-Dames pour l'abbaye Notre-Dame du Vivier et dans les Hautes Fagnes,,. Il se déroule également à Sprimont,  Jalhay, Waimes, Awans, ainsi qu'à Namur. Il prend fin en septembre 2008.

### Musique
La musique du film est composée par Bruno Fontaine, collaborant pour la première fois avec le réalisateur Stijn Coninx.